# فرودگاه ارل هنری
فرودگاه ارل هنری (به انگلیسی: Earl Henry Airport) یک فرودگاه خصوصی بهره‌برداری هوایی با کد یاتا BWL است که یک باند فرود چمن و شن دارد و طول باند آن ۷۳۲ متر است. این فرودگاه در کشور ایالات متحده آمریکا قرار دارد و در ارتفاع ۳۲۱ متری از سطح دریا واقع شده است.